# Lee Seung-yun (Bogenschütze)
Lee Seung-yun (kor. 이승윤; * 18. April 1995) ist ein südkoreanischer Bogenschütze und Olympiasieger.

## Karriere
Seinen internationalen Durchbruch erzielte Lee Seung-yun 2013, als er in Belek nach einem Finalsieg gegen Oh Jin-hyek Weltmeister wurde. Im Jahr darauf gewann er mit der Mannschaft die Bronzemedaille bei den Asienspielen in Incheon.
Lee Seung-yun nahm an den Olympischen Spielen 2016 in Rio de Janeiro teil. Gemeinsam mit Kim Woo-jin und Ku Bon-chan gewann er die Goldmedaille im Mannschaftswettbewerb. Im Einzel schied er im Viertelfinale gegen Sjef van den Berg aus.